# Estádio José Maria de Melo
O Estádio José Maria de Melo, também conhecido como Campo do Cassimiro, é um estádio de futebol localizado na cidade de Montes Claros, no estado de Minas Gerais, Brasil. O estádio pertence à Associação Atlética Cassimiro de Abreu e tem capacidade para aproximadamente 5.000 espectadores.

## História

### Origem e construção
O estádio leva o nome de José Maria de Melo, figura histórica da cidade e personagem central do clube. Ele foi jogador, presidente da equipe e também chefe de polícia em Montes Claros. José Maria foi o responsável pela doação do terreno e pela idealização da obra, sendo um dos maiores benfeitores da agremiação.

### Período profissional
Durante os anos em que a Associação Atlética Cassimiro de Abreu disputou competições oficiais, como o Campeonato Mineiro e a Série C do Campeonato Brasileiro, o estádio foi o palco principal dos jogos da equipe. Posteriormente, com a saída do Cassimiro do futebol profissional, passou a ser utilizado pelo Funorte Esporte Clube, outro clube representativo da cidade.

### Reformas e interrupções
Em 2012 e nos anos seguintes, o estádio enfrentou períodos de inatividade por conta de reformas no gramado e adequações exigidas pela Federação Mineira de Futebol. Houve atrasos na liberação do local para o Funorte, o que obrigou o clube a mandar seus jogos em outra cidade durante parte da temporada.

## Estrutura
- Capacidade: 5.000 pessoas
- Localização: Avenida Ceará, região central de Montes Claros
- Propriedade: Associação Atlética Cassimiro de Abreu

## Importância
O Estádio José Maria de Melo é um dos espaços esportivos mais tradicionais de Montes Claros, com relevância histórica tanto para o futebol amador quanto para o futebol profissional local. Ao longo das décadas, serviu como palco de clássicos regionais, formação de atletas e eventos esportivos diversos. Também é utilizado atualmente para competições amadoras, como a tradicional Copa José Maria Melo, que está em sua 9ª edição.
Além disso, em 2024, o estádio foi incluído em projetos de reforma com recursos públicos, reafirmando sua importância como patrimônio esportivo da cidade.